# 왕원 (후한)
왕원(王元)은 중국 신나라·후한 초기의 관료로, 원래는 외효의 심복이었으나 외효 멸망 후 성나라를, 성나라 멸망 후 후한을 섬겼다. 자는 혜맹(惠孟), 유옹(游翁) 두 가지가 전하며, 출신은 좌풍익 장릉현 혹 경조윤 두릉현이다.

## 사적
외효가 자립하고서 세운 여러 대장군 중 한 명이었다.
외효는 본디 후한 광무제의 장수들과 교류하며 후한에 복속하는 자세를 취했으나, 29년(건무 5년), 광무제의 요구로 외효가 장자 외순(隗恂)을 볼모로 보낸 이후 다른 외효의 대장군 왕첩(王捷)과 함께 아직 천하가 통일되지 않았으므로 후한에 완전 복속되는 것에 반대했다. 그리고 옛 진나라의 영역을 이루어 천하에 도전할 것을 권하니, 외효는 이를 옳게 여겼다.
30년(건무 6년), 광무제가 외효에게 성가를 공격할 것을 요구했으나 외효는 이런저런 핑계를 들어 거절했다. 광무제가 친히 장안에 오고 경감 등 일곱 장수들에게 외효의 영토인 농을 거쳐서 촉을 치도록 하여 내흡을 외효에게 파견하자, 왕원은 외효에게 내흡을 죽일 것을 권했다. 그러나 왕준 등 내흡과 친분이 있는 외효의 사람들이 내흡을 죽이는 것에 반대했다. 외효는 결국 왕원에게 나무를 베어 길을 끊고 내흡을 죽이게 했으나, 내흡은 도주에 성공했다.
이윽고 후한과 외효는 전쟁에 돌입했고, 후한 군을 성공적으로 격퇴한 외효의 명령을 받아 다른 외효의 대장군 행순(行巡)과 함께 2만여 명을 거느리고 삼보로 쳐들어갔다. 그러나 첫 목적지인 우부풍 순읍성을 습격할 때 이미 풍이가 군대를 이끌고 들어가 숨어 있던 것을 눈치채지 못해, 풍이가 갑자기 치고나오자 놀라서 행순과 따로따로 달아났고 견에서 채준에게 격파됐다. 이후 외효는 광무제와의 관계를 완전히 끊고, 성나라에 복속돼 삭녕왕에 봉해졌다.
32년(건무 8년) 봄 음력 정월, 내흡에게 약양성을 빼앗기자, 다른 삭녕군이 내흡을 포위하는 동안 농저(隴坻) 곧 농산의 언덕에서 후한군을 막고 있었다. 그러나 내흡의 끈질긴 저항으로 삭녕군이 약양성을 함몰하지 못했고, 광무제가 구원을 오고, 외효의 사람이었으나 후한에 투항한 왕준(王遵)의 공작으로 우한(牛邯) 등 외효의 사람들이 줄줄이 후한에 투항해 외효는 궁지에 몰려 서성(西城)에서 포위돼 있었다. 왕원은 촉으로 가서 성나라의 원군 5천 명을 얻어내, 음력 11월 행순·주종(周宗)과 함께 서성을 포위한 후한 군과 격전을 벌여 서성에 입성하고 외효와 그 처자를 구출해 기성으로 들어갔다. 오한 등 후한군은 식량이 다해 퇴각하고, 삭녕국은 세력을 회복했다.
33년(건무 9년) 봄 음력 정월, 외효가 병사하자, 주종과 함께 외효의 작은아들 외순(隗純)을 삭녕왕으로 옹립했다. 그러나 삭녕국은 34년(건무 10년) 겨울 음력 10월, 천수군 낙문취(落門聚)에서 후한의 내흡 등에게 결정적인 패배를 당해 멸망했다. 이때 외순과 다른 삭녕국의 장수들은 후한에 투항했으나, 왕원은 홀로 달아나 성나라에 투항했다.
35년(건무 11년) 6월, 성나라 장수 환안(環安)과 함께 후한의 내흡과 무도군의 하지·하변현에서 싸워 지고 함락당했다. 그러나 환안이 보낸 자객이 내흡을 암살했다. 왕원은 방향을 돌려 형주에서 올라오는 후한 군을 광한·자중에서 요격하는 연잠·여유·공손회와 합류했다. 그러나 8월에 후한의 대장 잠팽이 우회 기습으로 이들의 후방인 무양현까지 함락했고, 광한·자중의 성군은 잠팽의 부장 장궁의 불의의 공격을 받아 침수에서 대패했다. 왕원은 이후 장궁에게 광한군 평양향에서 항복했다.
후한에서는 상채현령이 됐고, 동평국상으로 승진했으나, 개간 실패로 투옥 후 죽었다.

## 참고 문헌
범엽: 《후한서》 권13 외효공손술열전제3 중 외효, 공손술